# Kyocera
Kyocera (на японски: 京セラ кьо:сера, буквално „киотска керамика“) е японска високотехнологична компания, основана през 1959 г. Седалището на корпорацията се намира в град Киото (Япония), а в 68 страни по света работят около 70 000 нейни сътрудника.
Понастоящем компанията произвежда високотехнологична керамика, керамични кухненски ножове, режещи инструменти, електронни компоненти, слънчеви батерии, мобилни телефони и офисно оборудване (лазерни принтери, скенери и многофункционални устройства).
Приоритети на компанията са: информация и коммуникации, опазване на околната среда и подобрение начина на живот. За цялото време на съществуване ная Kyocera Corporation многократно са увеличавани обемите на разработените екологично чисти продукти и индустриални методи на производство.
Корпорацията има голям принос и в социалния живот на обществото, в частност тя поддържа Музей на изкуството „Kyocera“, Детска програма за пътешествия и Киотска премия, давана на хора, преуспели в някоя от трите области – високи технологии, наука, изкуство и философия. Също така Kyocera се проявява като спонсор на футболните клубове Рединг, Киото Санга, Атлетико Мадрид, Борусия и Атлетико Паранаенсе.